# Pociecha (Truskaw)
Pociecha – przysiółek wsi Truskaw w Polsce, położony w województwie mazowieckim, w powiecie warszawskim zachodnim, w gminie Izabelin.
W latach 1975–1998 przysiółek administracyjnie należał do województwa warszawskiego.